# Erövrarna
Erövrarna: unga män, 1946-1947 är en roman från 1975 av Per Anders Fogelström. Den  utspelar sig i Stockholm under mitten av 1900-talet. Övergripande tema i romanen är olika aspekter av begreppet, att erövra. Romanen är en fortsättning på Revoltörerna.

## Romanfigurerna
- Folke Strömberg
- Lena Strömberg – Folkes fru
- Maria Strömberg – Folkes och Lisbets mamma
- Tore Strömberg – Folke och Lisbets pappa
- Lisbet Borg
- Rickard Borg
- Anna, Rolf och Jan – Lisbets och Rickards barn
- Gustava Larsson – Rickards mamma
- Alice Jonsson – gift med Einar
- Einar Jonsson – en av Alice kollegor, senare gift med Alice
- Iris Svensson
- Bengt ”Trummis” Svensson – Gift med Iris
- Otto Blomgren – pappa till Alice och Iris
- Annmari Eriksson
- Leif Lind
- Krister och Marianne – gifta, vänner till Lisbet och Rickard
- Vidar Holmberg – ledare och ägare av aktiebolaget Vidar Holmberg, det företag som Rickard får överta när Vidar går i pension
- Fröken Åman – Rickards sekreterare
- Redaktör Poulsen – ”ägare” till tidningen Pajas, där Folke är anställd
- Kaj Lundgren – VD på tidningen Pajas
- Poeten – jobbar på tidningen Pajas
- Prosaisten – jobbar på tidningen Pajas
- Monika Gren – ledare för kurser i porslinsmålning och korgflätning